# Йожеф Ембер
Йожеф Ембер (угор. Ember József) (нар. 1903 — пом. 1974, Будапешт) — угорський футболіст, що грав на позиції нападника, та футбольний тренер.

### Клубна кар'єра
Виступав у клубі «Ержебеті», у складі якого дебютував у вищому дивізіоні чемпіонату Угорщини. Далі грав у командах «Пештержебеті», «Кечкемет» і «Зала-Каміжа».
У 1928 році зіграв два матчі за «Уйпешт», у складі якого став бронзовим призером чемпіонату 1927-28.
Найбільш успішно виступав у команді «Будаї 11», у складі якої за чотири роки забив 28 голів у чемпіонаті. Грав також у чехословацькій лізі у команді «Пльзень», за яку забив три голи у сезоні 1932-33.

## Тренерська кар'єра
Працював тренером у багатьох угорських клубах. На рівні вищого дивізіону тренував команди «Будаї Баратшаг» і «Уйпешт».
Пізніше був тренером збірних Китаю, Гани і Нігерії. Нігерійцями керував на Олімпійських іграх 1968.